# Le avventure di R. Hudi Junior e di Nitrate
Le avventure di R. Hudi Junior e di Nitrate (pubblicato in Italia come Nitro figlio e Bistek) è un fumetto a puntate creato da Eugene Gire, saltuariamente con la collaborazione di Jean Ollivier, Henri Crespi e Louis Cance.

## Storia
È stato pubblicato per la prima volta, da Éditions Vaillant dal 1945 fino al 1948. Successivamente nell'anno 1949 uscirono in edicola 2 numeri con la rivista 34 Camera. Nel 1951 Vaillant, saltuariamente, riprese la stampa fino al numero speciale in occasione dell'uscita del n. 1.000 del giornale nel 1988.
Dal 2000 sulla rivista francese per ragazzi Hop sono stati pubblicati vari racconti R. Hudi Junior e di Nitrate fino al 2015.
In Italia i fumetti furono pubblicati per un breve periodo con il nome Nitro figlio e Bistek. La rivista per ragazzi II Moschettiere li pubblico dal n. 13 al n. 24 del 1947 e la rivista Noi Ragazzi dal n. 1 del 1948 al n. 24 del 1949.

## Pubblicazioni
Di seguito le pubblicazioni originali del fumetto.
| Titolo                    | Anno | Rivista               | Episodio                                                      | Autori                     |
| ------------------------- | ---- | --------------------- | ------------------------------------------------------------- | -------------------------- |
| R. Hudi junior et Nitrate | 1945 | Vaillant n. 31        | Les aventures de R. Hudi junior et de Nitrate                 | Eugène Gire                |
| R. Hudi junior et Nitrate | 1945 | Vaillant n. 32 - 34   |                                                               | Eugène Gire                |
| R. Hudi junior et Nitrate | 1945 | Vaillant n. 45        | L'art magique                                                 | Eugène Gire, Henri Crespi  |
| R. Hudi junior et Nitrate | 1945 | Vaillant n. 46        |                                                               | Eugène Gire                |
| R. Hudi junior et Nitrate | 1946 | Vaillant n. 47 - 85   |                                                               | Eugène Gire                |
| R. Hudi junior et Nitrate | 1947 | Vaillant n. 88 - 103  |                                                               | Eugène Gire                |
| R. Hudi                   | 1948 | Vaillant n. 153 - 234 |                                                               | Eugène Gire                |
| R. Hudi                   | 1949 | 34 Camera n. 2        | Le mystère de la cuisine bleue turquoise                      | Eugène Gire                |
| R. Hudi                   | 1949 | 34 Camera n. 8        | ...et l'hareng saur tira!                                     | Eugène Gire                |
| R. Hudi                   | 1951 | Vaillant n. 306 - 316 |                                                               | Eugène Gire                |
| R. Hudi                   | 1952 | Vaillant n. 347 - 354 |                                                               | Eugène Gire                |
| R. Hudi                   | 1988 | Vaillant n. 1000      |                                                               | Eugène Gire                |
| R. Hudi                   | 2000 | Hop n. 85             | (Ristampa Le Patriote)                                        | Eugène Gire                |
| R. Hudi                   | 2002 | Hop n. 93             | Le mystère de la cuisine bleue turquoise                      | Eugène Gire                |
| R. Hudi                   | 2002 | Hop n. 93             | Le mystère de la cuisine bleue turquoise (Ristampa 34 Caméra) | Eugène Gire                |
| R. Hudi                   | 2002 | Hop n. 94             | Annonce (Ristampa Vaillant)                                   | Eugène Gire                |
| R. Hudi                   | 2003 | Hop n. 99             | (Ristampa Vaillant)                                           | Louis Cance, Eugène Gire   |
| R. Hudi                   | 2003 | Hop n. 99             | (Ristampa Vaillant)                                           | Eugène Gire                |
| R. Hudi junior et Nitrate | 2015 | Hop n. 148            | (Ristampa Vaillant)                                           | Eugène Gire, Jean Ollivier |